# Luftenberg an der Donau
Luftenberg an der Donau – gmina targowa w Austrii, w kraju związkowych Górna Austria, w powiecie Perg. Liczy 3979 mieszkańców (1 stycznia 2015).